# Parc naturel préfectoral Akikawa Kyūryō
Le parc naturel préfectoral Akikawa Kyūryō (都立秋川丘陵自然公園, Toritsu Akikawa Kyūryō shizen kōen) est un parc naturel préfectoral de Tokyo au Japon. Ouvert en 1953, le parc est situé sur les contreforts de la rive droite de l'Aki-gawa (秋川). Le parc est adjacent au parc national de Chichibu Tamakai et au parc naturel préfectoral Takiyama,.